# Lurky Rocks
Die Lurky Rocks (englisch für Lauernde Felsen) sind Klippen im Archipel der Südlichen Orkneyinseln. Sie liegen östlich des Polynesia Point vor der Ostküste von Signy Island.
Der Falkland Islands Dependencies Survey nahm zwischen 1947 und 1950 Vermessungen dieser Felsen vor. Die Royal Navy fertigte 1968 Luftaufnahmen an. Das UK Antarctic Place-Names Committee benannte sie 2004. Namensgebend ist der Umstand, dass die Felsen bei hoher Tide nicht über den Meeresspiegel hinausragen und hierdurch eine Gefahr für den Schiffsverkehr darstellen.